# Angela Schneider (Schauspielerin)
Angela Schneider (* 1963 in Wien) ist eine österreichische Schauspielerin und Sprecherin.

## Ausbildung und Schauspiel
Angela Schneider absolvierte die Schauspielschule des Wiener Volkstheaters. 
Danach war sie von 1987 bis 1992 Ensemblemitglied am Stadttheater Klagenfurt und am Landestheater Linz. Seit 1992 ist sie freischaffend tätig. Gastspiele führten Schneider unter anderem an das Theater in der Josefstadt, die Neue Oper Wien und das Fritz Rémond Theater. Zudem gab sie zahlreiche Tourneen und wirkte bei Sommerspielen mit. Dazu zählten Auftritte bei den Komödienspielen Porcia, den Schlossspielen Kobersdorf und beim Salzburger Straßentheater.
Zu ihren wichtigsten Rollen gehörten die Elisabeth in Glaube Liebe Hoffnung, die Madame Schleyer in Der Zerrissene, die Mae in Die Katze auf dem heißen Blechdach, die Jenny in Die Dreigroschenoper, das Mariedl in Die Präsidentinnen, die Marthe Schwerdtlein in Faust und die Constantia in Der Talisman.

## Sprecherin
Als Sprecherin arbeitete Angela Schneider unter anderem für Ö1 und bei Fernsehdokumentationen.
Sie war zudem die deutsche Synchronsprecherin der Titelfigur im französischen Spielfilm Fräulein Else (2002).
Seit 2012 ist Schneider als Nachfolgerin von Franz Kaida die „Stimme der Wiener Linien“ für die aufgezeichneten Durchsagen in deren Fahrzeugen und Stationen.

## Autorin und Dramaturgin
Neben ihrer Arbeit als Schauspielerin und Sprecherin ist Angela Schneider als Autorin und Dramaturgin aktiv. Im Jahr 2000 begann sie ihre Tätigkeit als Dramaturgin für den Bühnenverlag Thomas Sessler Verlag. Für das Salzburg Museum arbeitete sie als Texterin. Als Dramatikerin trat Schneider anfangs unter dem Pseudonym Pauline Käfer in Erscheinung. Ihr Monolog Fahrt ins Glück, nach Ödön von Horváths Geschichten aus dem Wiener Wald, kam 2014 am Theater an der Wien zur Uraufführung. Ihr Jugenddrama Asip und Jenny wurde 2016 am Hans Otto Theater uraufgeführt.